# Hej, Slované
Hej, Slované je hymnická píseň věnovaná všem Slovanům. První verze textu vznikla v roce 1834 pod názvem Hej, Slováci. Melodie je odvozena od Mazurku Dąbrowskiego, který je od roku 1926 polskou hymnou, avšak pomalejší a silněji akcentována.
Píseň sloužila jako hymna všeslovanského hnutí, Sokola, jako státní hymna Slovenského státu, socialistické Jugoslávie i pozdější srbsko-černohorské Jugoslávie.
Slovensky se píseň nazývá Hej, Slováci nebo také Hej, Slovania, česky Hej, Slované, srbsky Хеј, Словени (Hej, Sloveni), makedonsky Еј, Словени (Ej, Sloveni), chorvatsky Hej Slaveni, bosensky Hej Slaveni, slovinsky Hej Slovani, polsky Hej Słowianie, bulharsky Хей, Славяни (Chej, Slavjani) a rusky Гей, Славяне (Gej, Slavjaně).

## Hej, Slováci
Píseň napsal slovenský evangelický kněz, básník a historik Samo Tomášik během své návštěvy Prahy v roce 1834. Byl velmi pobouřen tím, že němčina je v ulicích Prahy slyšet mnohem více než čeština. Zapsal si do deníku:
… Pokud matička Praha, perla západního slovanského světa, se začíná ztrácet v německém moři, co asi čeká Slovensko, mou drahou vlast, pro kterou je Praha zdrojem duchovní kultury? Zatížen touto myšlenkou, vzpomněl jsem si na starou polskou píseň „Jeszcze Polska nie zginęła, póki my żyjemy“. Tato známá melodie vyvolala v mém srdci vzdorné „Hej, Slovaci, ešte naša slovenska reč žije“… Běžel jsem do svého pokoje, zapálil svíci a tužkou napsal do svého deníku tři verše. Píseň byla hotova v okamžiku.

V Masarykově slovníku naučném z r. 1927 na str. 120 je uvedeno:
… Hej Slovane, ještě naše slovanská řeč žije, hymna, kterou složil 1834 v Praze Samo Tomášík (v.t.) rozesmutnělý rostoucí germanisací a chladnosti čes. obyv při čes. představení ve Stavovském div. S "Na Slovany" a přeměněná v "Hej Slováci" vyšla po prvé ve Fejérpatakyho (v.z.) sv. mikulášském kalendáři 1838. Smělá myšlenka slov. a melodie polské mazurky ji podložená byly příčinou jejího rozšíření u nár. slovanských.

## Všeslovanská hymna
Brzy Tomášik do textu zahrnul všechny Slovany a píseň Hej, Slované se stala známou díky myšlence panslavismu, zejména pak ve slovanských zemích pod vládou Rakouska. Byla vydána v řadě časopisů, kalendářů, byla zpívána na politických sjezdech a stala se neoficiální hymnou všeslovanského hnutí.
Její popularita dále vzrostla, když byla přijata za oficiální hymnu Svazu Slovanského sokolstva, hnutí založeného na všeslovanských ideálech a fungujícího v celém Rakousku-Uhersku. V roce 1905 bylo odhalení památníku slovinského básníka France Prešerena v Lublani oslavováno sborovým zpěvem písně Hej, Slované. Během první světové války byla píseň často užívána slovanskými vojáky na obou stranách fronty k vzájemnému povzbuzení nacionalistického cítění a prevenci krveprolití. Mnoho slovinských, chorvatských a srbských Sokolů, sloužících v rakousko-uherské armádě, se dobrovolně vzdalo vojákům Srbska nebo Ruska nebo často přeběhli do řad druhé strany. Píseň se s nimi šířila po Balkánu a do Ruska a zůstala populární i v meziválečném období.

## Slovenská hymna
Na Slovensku byla píseň Hej, Slováci považována za neoficiální hymnu po celou moderní historii. Oficiálně se stala hymnou Slovenského státu v letech 1939–1945. Přestože se po první světové válce, znovu po druhé světové válce a nakonec také v roce 1993 stala hymnou Slovenska píseň Nad Tatrou sa blýska, píseň Hej, Slováci je stále mnohými lidmi (především nacionalisty) považována za „druhou“ národní hymnu. Od názvu hymny bylo odvozeno i pejorativní označení „hejslovák“.

## Jugoslávie
Poprvé se Hej, Slované na území Jugoslávie objevilo na počátku 19. století. Dragutin Rakovac píseň přeložil a pojmenoval ji Hej, Ilirové. Až do druhé světové války se pak překlad příliš neměnil, kromě toho, že Ilyrové se pod vlivem změn ve vnímání obrozeneckého hnutí změnili na Slovany.
V roce 1941 zasáhla Království Jugoslávie druhá světová válka. Síly Osy v dubnu vstoupily do země a jugoslávská armáda kapitulovala během sedmi dnů. Protože stará hymna obsahovala odkazy na krále a království, rozhodli se antimonarchističtí partyzáni vedení Titem a jeho komunistická strana vyhnout se jí a nahradili ji písní Hej, Slované. Píseň byla zpívána během obou setkání AVNOJ, legislativního orgánu hnutí odporu, a postupně se začala všeobecně považovat za hymnu nové Jugoslávie.
Stará královská hymna byla oficiálně opuštěna po osvobození v roce 1945, ale žádná nová nebyla přijata. Bylo podniknuto několik pokusů prosadit jiné, specificky jugoslávské, písně jako hymnu, ale tyto nezískaly větší podpory a Hej, Slované bylo dál neoficiálně používáno. Poté byly snahy o nalezení nové hymny opuštěny a v roce 1977 se Hej, Slované oficiálně stalo hymnou Jugoslávie.

## Srbsko a Černá Hora
Po rozpadu Jugoslávie v letech 1991-1992, kdy pouze Srbsko a Černá Hora zůstaly ve federaci, byla píseň dále používána jako státní hymna nové federace. Po přeměně na volnější svaz Srbsko a Černá Hora se očekávalo přijetí nové hymny, ale v otázce státních symbolů nebylo dosaženo shody a proto Hej, Slované dále zůstalo hymnou.
Jako nová hymna bylo navrženo spojení černohorské hymny Oj, svijetla majska zoro a srbské hymny Bože Pravde se střídáním slok obou písní. Tento návrh však narazil na námitky ze strany Srbské lidové strany Černé Hory a Socialistické lidové strany Černé Hory.
Poté, co se státní svaz v roce 2006 rozpadl, se tato otázka stala zbytečnou a píseň Hej, Slované již není oficiální hymnou žádného nezávislého státu světa.

## Text písně
| Slovensky (Hymna 1.SR 1939-1945) | Slovensky | Česky | Moravsky | Polsky |
| --- | --- | --- | --- | --- |
| Hej, Slováci, ešte naša slovenská reč žije, Dokiaľ naše verné srdce za náš národ bije. Žije, žije, duch slovenský, bude žiť na veky, Hrom a peklo, márne vase proti nám sú vzteky! Jazyka dar sveril nám Boh, Boh náš hromovládny, Nesmie nám ho teda vyrvať na tom svete žiadny; I nechže je koľko ľudí, toľko čertov v svete; Boh je s nami: kto proti nám, toho Parom zmetie. A nechže sa i nad nami hrozná búrka vznesie, Skala puká, dub sa láme a zem nech sa trasie; My stojíme stále pevne, ako múry hradné Čierna zem pohltí toho, kto odstúpi zradne! | Hej, Slovania, ešte naša slovanská reč žije, Dokiaľ naše verné srdce za náš národ bije. Žije, žije, duch slovanský, bude žiť na veky, Hrom a peklo, márne vase proti nám sú vzteky! Jazyka dar sveril nám Boh, Boh náš hromovládny, Nesmie nám ho teda vyrvať na tom svete žiadny; I nechže je koľko ľudí, toľko čertov v svete; Boh je s nami: kto proti nám, toho Parom zmetie. A nechže sa i nad nami hrozná búrka vznesie, Skala puká, dub sa láme a zem nech sa trasie; My stojíme stále pevne, ako múry hradné Čierna zem pohltí toho, kto odstúpi zradne! | Hej, Slované, ještě naše slovanská řeč žije, dokud naše věrné srdce pro náš národ bije. Žije, žije duch slovanský, bude žít na věky. Hrom a peklo, marné vaše, proti nám jsou vzteky. Jazyka dar svěřil nám Bůh, Bůh náš hromovládný. Nesmí nám ho tedy vyrvat na tom světě žádný. I nechať je tolik lidí, kolik čertů v světě. Bůh je s námi, kdo proti nám, toho Perun smete. I nechať se též nad námi, hrozná bouře vznese. Skála puká, dub se láme. Země ať se třese! My stojíme stále pevně, jako stěny hradné. Černá zem pohltí toho, kdo odstoupí zrádně. | Hé, Slovani, ešče naša slovanská řeč žije, pokôd naše věrné srdce pro náš národ bije. Žije, žije dôch slovanské, bôde žit na věkê. Hrom a peklo, marné vaše, proti nám só vztekê. Jazêka dar svěřil nám Bóh, Bóh náš hromovládné. Nesmi nám ho tedê vêrvat na tem světě žádné. I nechať je tolik lidi, kolik čertó v světě. Bóh je s náma, kdo proti nám, teho Perôn smete. I nechať se aji nad námi, hrozná bóřka vznese. Skala pôká, dôb se láme. Zem nechť se třese! Mê stojime stále pevně, jako stěnê hradné. Černá zem pohlti toho, kdo odstópi zrádně. | Hej Słowianie, jeszcze nasza Słowian mowa żyje, póki nasze wierne serce za nasz naród bije. Żyje, żyje duch słowiański, i żyć będzie wiecznie, Gromy, piekło - złości waszej ujdziem my bezpiecznie! Dar języka zwierzył nam Bóg, Bóg nasz gromowładny, Nie śmie nam go tedy wyrwać na świecie człek żadny. Ilu ludzi, tylu wrogów, możem mieć na świecie, Bóg jest z nami, kto nam wrogiem, tego Piorun zmiecie! I niechaj się ponad nami groźna burza wzniesie, skała pęka, dąb się łamie, ziemia niech się trzęsie. My stoimy stale, pewnie, jako mury grodu. Czarna ziemio, pochłoń tego, kto zdrajcą narodu! |

| Srbsky (latinka) | Chorvatsky | Bosensky | Černohorsky | Slovinsky |
| --- | --- | --- | --- | --- |
| Hej Sloveni, još ste živi Duh (reč) naših dedova Dok za narod srce bije Njihovih sinova Živi, živi duh slovenski Živeće vekov'ma Zalud preti ponor pakla Zalud vatra groma. Nek se sada i nad nama Burom sve raznese Stena puca, dub se lama Zemlja nek se trese Mi stojimo postojano Kao klisurine Proklet bio izdajica Svoje domovine! | Hej Slaveni, jošte živi Riječ naših djedova Dok za narod srce bije Njihovih sinova Živi, živi duh slavenski Živjet će vjekov'ma 'Zalud prijeti ponor pakla 'Zalud vatra groma. Nek se sada i nad nama Burom sve raznese Stijena puca, dub se lomi Zemlja nek se trese Mi stojimo postojano Kano klisurine Proklet bio izdajica Svoje domovine! | Hej Slaveni, još ste živi Riječ naših djedova Dok za narod srce bije Njihovih sinova Živi, živi duh slavenski Živjet će vjekov'ma Zalud prijeti ponor pakla Zalud vatra groma. Nek se sada i nad nama Burom sve raznese Stijena puca, dub se lama Zemlja nek se trese Mi stojimo postojano Kao klisurine Proklet bio izdajica Svoje domovine! | Hej Sloveni, još ste živi Duh (reč) naših dedova Dok za narod srce bije Njihovih sinova Živi, živi duh slovenski Živeće vekov'ma Zalud preti ponor pakla Zalud vatra groma. Nek se sada i nad nama Burom sve raznese Stena puca, dub se lama Zemlja nek se trese Mi stojimo postojano Kao klisurine Proklet bio izdajica Svoje domovine! | Hej Slovani, naša reč slovanska živo klije dokler naše verno srce za naš narod bije Živi, živi, duh slovanski, bodi živ na veke, grom in peklo, prazne vase proti nam so steke. Naj tedaj nad nami strašna burja se le znese, skala poka, dob se lomi, zemlja naj se strese Bratje, mi stojimo trdno kakor zidi grada, črna zemlja naj pogrezne tega, kdor odpada! |

| Srbsky (cyrilice) | Makedonsky | Makedonsky (transliterace) | Bulharsky | Bulharsky (transliterace) |
| --- | --- | --- | --- | --- |
| Хеј Словени, још cте живи Дух (реч) наших дедова Док за народ срце бије Њихових синова Живи, живи дух словенски Живеће веков'ма Залуд прети понор пакла, Залуд ватра грома. Нек' се сада и над нама Буром све разнесе Стена пуца, дуб се лама, Земља нек' се тресе Ми стојимо постојано Као клисурине, Проклет био издајица Своје домовине! | Еј, Словени, жив е тука зборот свет на родот штом за народ срце чука преку син во внукот! Жив е вечно, жив е духот словенски во слога. Не нè плашат адски бездни ниту громов оган! Пустошејќи, нека бура и над нас се втурне! Пука даб и карпа сура, тлото ќе се урне: Стоиме на стамен-прагот - клисури и бедем! Проклет да е тој што предал Родина на врагот! | Ej, Sloveni, živ e tuka zborot svet na rodot štom za narod srce čuka preku sin vo vnukot! Živ e večno, živ e duchot slovenski vo sloga. Ne né plašat adski bezdni nitu gromov ogan! Pustošejťi, neka bura i nad nas se vturne! Puka dab i karpa sura, tloto ťe se urne: Stoime na stamen-progot - klisuri i bedem! Proklet da e toj što predal Rodina na vragot! | Хей славяни, все още жив е духът на нашите предци Докато сърцето за народа бийе на техни наследници. Жив е, жив е духът славянски ще живее с векове, Не-ни плашат ни бездни адски, нито огнените гръмове. Нека сега и над нас със буря всичко да се разнесе Скала се пука, дъбът се цепи, Земята нек се разтресе. Ние стоим твърдо като крепост. Проклет да е предателят На своето отечество! | Chej slavjani, vse ošte živ e duchăt na našite predci Dokato sărceto za naroda bije na techni naslednici. Živ e, živ e duchăt slavjanski šte živee s vekove, Ne-ni plašat ni bezdni adski, nito ognenite grămove. Neka cega i nad nas săs burja vsičko da se raznese Skala se puka, dăbăt se cepi, Zemjata nek se raztrese. Nie stoim tvărdo kato krepost. Proklet da e predetaljat Na svoeto otečestvo! |

| Rusky | Ukrajinsky | Bělorusky | Rusínsky |
| --- | --- | --- | --- |
| Гей, Славяне, наше слово Песней звонкой льётся И не смолкнет, пока сердце За народ свой бьётся. Дух Славянский жив на веки В нас он не угаснет, Беснованье силы вражьей Против нас напрасно. Наше слово дал нам Бог На то Его воля! Кто заставит нашу песню Смолкнуть в чистом поле? Против нас хоть весь мир, что нам Восставай задорно. С нами Бог наш, кто не с нами — Тот умрёт позорно. | Гей, слов’яни, наше слово Піснею лунає І не стихне, поки серце За народ страждає Наше слово дав Господь нам На те Його воля Хто примусить нашу пісню Змовкнути у полі? Дух слов’янський живе вічно В нас він не погасне Злої сили біснування Проти нас завчасне Проти нас хоч світ повстане Але нам те марно З нами Бог, а хто не знами- Згине той безславно. | Гэй, славяне, ў нашым сэрцы Дзядоў нашых мова, Пакуль яно ў грудзях б’ецца За народ з любоўю. Жыве, жыве дух славянскі, Хай жыве вякамі. Нам дарэмна з пекла грозіць Д’ябал кайданамі. Хай ўшчэнт разаб’юцца муры, Мора разальецца, Хай вакол усё валіць бура, Зямля хай трасецца. Родны край наш мы ніколі У бядзе не кінем. Здраднік сваёй бацькаўшчыны Ў пекле хай загіне. | Гий Славляне, ищи жиє Дух нашых дїдôв! Кой за нарôд сирцё биє Йих вірных сынôв! Живи, живи дух Славляньскый Живи лем вікамы! Нам нестрашны бездны адьскы Прокляты бісамы ! Нич ся трафит кой над намы Ся буря рознесе, Стїна пукне, дуб ся зломит Зимля ся розтресе Стойиме сьме, постояны Гикой йсї скалины! Проклят буде, уддаватиль Своєй утцюзнины! |

| Rusky (transliterace) | Ukrajinsky (transliterace) | Bělorusky (transliterace) | Rusínsky (transliterace) |
| --- | --- | --- | --- |
| Gej, Slavjaně, naše slovo Pěsněj zvonkoj ljotsja I ně smolknět, poka serdce Za narod svoj bjotsja. Duch Slavjanskij živ na věki V nas on ně ugasnět, Besnovanje sily vražej Protiv nas naprasno. Naše slovo dal nam Bog Na to Jego volja! Kto zastavit našu pěsnju Smolknuť v čistom pole? Protiv nas choť ves mir, čto nam Vosstavij zadorno. S nami Bog naš, kto ne s nami – Tot umrjot pozorno. | Hej, slovjany, naše slovo Pisneju lunaje I ne stychne, poky serce Za narod straždaje Naše slovo dav Hospoď nam Na te Joho volja Chto prymusyť našu pisnju Zmovknuty u poli? Duch slovjanśkyj žyve vično V nas vin ne pohasne Zloji syly bisnuvannia Proty nas zavčasne Proty nas choč svit povstane Ale nam te marno Z namy Boh, a chto ne z namy – Zhyne toj bezslavno. | Hej, słavianie, ŭ našym sercy Dziadoŭ našych słovy, Pakul jano ŭ hruzdjach bjecca Za narod ź luboŭju. Žyvie, žyvie duch słavianski, Chaj žyvie viakami. Nam daremna ź piekła hrozić Djabał kajdanami. Chaj ŭščent razabjucca mury, Mora razaljecca, Chaj vakoł usio vałić bura, Ziamla chaj trasiecca. Rodny kraj naš my nikołi Ŭ biadzje nie kiniem. Zdradnik svajoj baćkaŭščyny Ŭ piekle chaj zahinie. | Hij Slavľane, išči žije Duch našych dědóv! Koj za naród sirćo bije Jich věrnych synóv! Živi, živi duch Slavľaňskyj Živi lem věkamy! Nam nestrašny bezdny aďsky Prokľaty běsamy! Nič śa trafit koj nad namy Śa buŕa roznese, Stěna pukne, dub śa zlomit Zimľa śa roztrese Stojime śme, postojany Hikoj jsě skaliny! Prokľat bude, uddavatiľ Svojej utćuzniny! |